# Liste der Kulturdenkmale in Pforzheim-Eutingen

Wappen von Eutingen

In dieser Liste der Kulturdenkmale in Pforzheim-Eutingen sind alle unbeweglichen Bau- und Kunstdenkmale in Eutingen aufgelistet, die in der städtischen „Liste der Kulturdenkmale“ geführt sind.

## Liste
| Bild           | Bezeichnung                                         | Lage                                                             | Datierung       | Beschreibung              | ID |
| -------------- | --------------------------------------------------- | ---------------------------------------------------------------- | --------------- | ------------------------- | -- |
|                | Ehemaliger Bahnhof mit Toilettenhaus und Güterhalle | Brauereistraße 1/3 (Flst.-Nr. 1/14, 1)                           | 1863            | Geschützt nach § 2 DSchG  |    |
|                | Wegkreuz                                            | Bundesstraße B 10 (Flst.-Nr. 5878)                               | 16. Jahrhundert | Geschützt nach § 2 DSchG  |    |
|                | Zwei Wasserhochbehälter mit Kastanienbäumen         | Dorfäckerweg 1 (Flst.-Nr. 1298/2)                                | 1909 und 1930   | Geschützt nach § 2 DSchG  |    |
|                | Wohnhaus Schückles Haus                             | Enzstraße 77 (Flst.-Nr. 106)                                     | 1576            | Geschützt nach § 2 DSchG  |    |
|                | Wohnhaus Hochsches Haus                             | Enzstraße 79 (Flst.-Nr. 105)                                     | 1545            | Geschützt nach § 28 DSchG |    |
|                | Wohnhaus                                            | Enzstraße 115 (Flst.-Nr. 166)                                    | 16. Jahrhundert | Geschützt nach § 2 DSchG  |    |
|                | Hoftorpfeiler                                       | Enzstraße 124 (Flst.-Nr. 145)                                    | 1599            | Geschützt nach § 2 DSchG  |    |
|                | Wohnhaus Morlocksches Haus                          | Enzstraße 138 (Flst.-Nr. 229)                                    | 1582            | Geschützt nach § 28 DSchG |    |
|                | Gewölbekeller Morlocksches Haus                     | Enzstraße 140 (Flst.-Nr. 231)                                    |                 | Geschützt nach § 2 DSchG  |    |
|                | Katholische St. Josef-Kirche                        | Fritz-Neuert-Straße 39 (Flst.-Nr. 7018)                          | 1960            | Geschützt nach § 2 DSchG  |    |
|                | Sporthalle des Turnvereins Eutingen e. V.           | Georg-Feuerstein-Straße 1 (Flst.-Nr. 798/1)                      | 1929            | Geschützt nach § 2 DSchG  |    |
|                | Ehemaliges Forsthaus                                | Georg-Feuerstein-Straße 15 (Flst.-Nr. 996/4)                     | 1902            | Geschützt nach § 2 DSchG  |    |
| Weitere Bilder | Gruegstatt                                          | Gruegstattweg (Flst.-Nr. 3002/1)                                 | um 1800         | Geschützt nach § 2 DSchG  |    |
|                | Grünanlage Alter Friedhof mit Tor und Mauern        | Hauptstraße (Flst.-Nr. 158)                                      | 1771            | Geschützt nach § 2 DSchG  |    |
|                | Gefallenen-Ehrenmal                                 | Hauptstraße (Flst.-Nr. 158)                                      | 1874            | Geschützt nach § 2 DSchG  |    |
|                | Gefallenen-Ehrenmal                                 | Hauptstraße (Flst.-Nr. 158)                                      | 1934            | Geschützt nach § 2 DSchG  |    |
|                | Wegkreuz                                            | Hauptstraße (Flst.-Nr. 1584)                                     | 16. Jahrhundert | Geschützt nach § 2 DSchG  |    |
|                | Ehemalige Villa Schuler                             | Hauptstraße 71 (Flst.-Nr. 11)                                    | 1906            | Geschützt nach § 2 DSchG  |    |
|                | Altes Schulhaus                                     | Hauptstraße 73 (Flst.-Nr. 9)                                     | 1907            | Geschützt nach § 2 DSchG  |    |
|                | Wohnhaus                                            | Hauptstraße 85 (Flst.-Nr. 87)                                    | 1818            | Geschützt nach § 2 DSchG  |    |
|                | Alte Brauerei                                       | Hauptstraße 87 (Flst.-Nr. 85)                                    | 1845            | Geschützt nach § 2 DSchG  |    |
|                | Rathaus                                             | Hauptstraße 93 (Flst.-Nr. 78)                                    | 1854            | Geschützt nach § 2 DSchG  |    |
|                | Stadtwohnhaus                                       | Hauptstraße 104 (Flst.-Nr. 100)                                  | 1895            | Geschützt nach § 2 DSchG  |    |
|                | Evangelische Pfarrkirche                            | Hauptstraße 106 (Flst.-Nr. 203)                                  | 1862            | Geschützt nach § 2 DSchG  |    |
|                | Chor der evangelischen Pfarrkirche                  | Hauptstraße 106 (Flst.-Nr. 203)                                  | um 1490         | Geschützt nach § 28 DSchG |    |
|                | Obelisk                                             | Hauptstraße 106 (Flst.-Nr. 203)                                  | 1783            | Geschützt nach § 28 DSchG |    |
|                | Ehemaliges Wohnhaus Müller                          | Hohe Steige 9 (Flst.-Nr. 2580)                                   | 1911            | Geschützt nach § 2 DSchG  |    |
|                | Altes Schafhaus Bäuerliches Museum                  | Julius-Heydegger-Straße 5 (Flst.-Nr. 157/4)                      | 1786            | Geschützt nach § 28 DSchG |    |
|                | Ehemaliges Wohnhaus Dr. Pfeil                       | Künstlerkolonie 4 (Flst.-Nr. 1319)                               | 1909/12         | Geschützt nach § 2 DSchG  |    |
|                | Wohnhaus Pfeiffer                                   | Künstlerkolonie 6 (Flst.-Nr. 1320)                               | 1909            | Geschützt nach § 2 DSchG  |    |
|                | Wohnhaus Müller-Salem                               | Künstlerkolonie 8 (Flst.-Nr. 1331)                               | 1909            | Geschützt nach § 2 DSchG  |    |
|                | Ehemaliges Wohnhaus Aichele                         | Künstlerkolonie 14 (Flst.-Nr. 1330)                              | 1931            | Geschützt nach § 2 DSchG  |    |
|                | Alte Mühle, Tagesklinik mit Wohnteil                | Ludwig-Wolf-Straße 1 (Flst.-Nr. 140/1)                           | 1892            | Geschützt nach § 2 DSchG  |    |
|                | Torbogen an der Enzstraße                           | Ludwig-Wolf-Straße 1 (Flst.-Nr. 140/1)                           |                 | Geschützt nach § 2 DSchG  |    |
|                | Ehemaliges Kraftwerk, Vereinsräume                  | Georg-Feuerstein-Straße 2 (Flst.-Nr. 77)                         | 1903            | Geschützt nach § 2 DSchG  |    |
|                | Gedenkstein 23. Februar 1945                        | Mäuerachstraße (Flst.-Nr. 7279, Grünanlage Ecke Schwalbenstraße) | 1946            | Geschützt nach § 2 DSchG  |    |
|                | Wohnhaus                                            | Samenbäch 2 (Flst.-Nr. 221/2)                                    | 1576/1600       | Geschützt nach § 2 DSchG  |    |
|                | Wohnhaus                                            | Wilhelm-Schenk-Straße 6 (Flst.-Nr. 104)                          | 17. Jahrhundert | Geschützt nach § 28 DSchG |    |